# Папа Климент VII
Папа Климент VII (итал. Giulio de' Medici; лат. Clemens VII, Фиренца 26. мај 1478 — Рим 25. септембар 1535) је био римски папа од 18. новембра 1523. до своје смрти. Он се сматра „најнесрећнијим од папа”. Владавину Климента VII обележила су брзе узастопне политичке, војне и верске борбе, многе дуго у настајању, које су имале далекосежне последице по хришћанство и светску политику. Приступио је Светој лиги Француске, Венеције и Милана против цара Карла . Када је царска војска заузела Рим 1527, био је заробљен. Касније је враћен на папски престо, па је Карла V крунисао за цара у Болоњи 1530. Дошао је у сукоб са енглеским краљем Хенријем VIII, јер је одбио да одобри његов развод брака са Каталином од Арагона. Брак је у мају 1533. поништио кентерберијски надбискуп Томас Кранмер. Тај сукоб је изазвао раскид између Енглеске и Рима, а краљ је 1534. основао англиканску цркву и прогласио се за њеног поглавара.
Изабран 1523. године на крају италијанске ренесансе, Клемент је дошао на папинство са високом репутацијом државника. Он је примерно служио као главни саветник папе Лава X (1513–1521), папе Хадријана VI (1522–1523) и похвално као велики маестро у Фиренци (1519–1523). Преузимајући вођство у време кризе, са ширењем протестантске реформације; црквом пред банкротством; и великим, страним армијама које су извршиле инвазију на Италију, Клемент је у почетку покушавао да уједини хришћански свет склапајући мир међу многим хришћанским вођама тада у сукобу. Касније је покушао да ослободи Италију од стране окупације, верујући да то угрожава слободу цркве.
Сложена политичка ситуација током 1520-их година осујетила је Клементове напоре. Наследивши изазове без преседана, укључујући протестантску реформацију Мартина Лутера у северној Европи; огромна борба за моћ у Италији између два најмоћнија европска краља, цара Светог римског царства Карла V и Франсое I Валое, од којих је сваки захтевао да папа изабере страну; и турске инвазије на источну Европу предвођене Сулејманом Величанственим, Клементове проблеме погоршао је спорни развод енглеског краља Хенрија VIII, што је довело до тога да се Енглеска одвојила од Католичке цркве; и 1527. године, погоршали односи са царем Карлом V су довели насиља и пљачке Рима, током које је Клемент био у затвору. Након што је побегао из заточеништва у замак Сант'Анђело, Клемент - са мало преосталих економских, војних или политичких опција - компромитовао је независност Цркве и Италије удруживши се са својим бившим тамничаром, Карлом V.
Клемент је оставио значајно културно наслеђе у традицији Медичија. Наручио је иконична уметничка дела Рафаела, Бенвенута Челинија и Микеланђела, укључујући и рад потоњег уметника Последњи суд у Сикстинској капели. Што се тиче науке, Клемент је најпознатији по томе што је 1533. одобрио теорију Николе Коперника да се Земља окреће око Сунца - 99 година пре суђења за јерес Галилеу Галилеју за сличне идеје. Црквено, Клемент је запамћен по наређењима која штите Јевреје од инквизиције, одобравају Театинског и Капуцинерског реда, и обезбеђују острва Малта за Малтешке витезове.

## Младост
Живот Ђулија де Медичија је почео под трагичним околностима. Дана 26. априла 1478. - тачно месец дана пре његовог рођења - његов отац, Ђулијано де Медичи (брат Лоренца Величанственог), убијен је у катедрали у Фиренци од стране своје породице, у ономе што је данас познато као „Пацијева завера“. Он је незаконито рођен 26. маја 1478. године у Фиренци; тачан идентитет његове мајке остаје непознат, иако мноштво научника тврди да је то била Фиорета Горини, ћерка универзитетског професора. Првих седам година живота Ђулио је провео са својим кумом, архитектом Антониом да Сангалом старијим.
Након тога, Лорензо Величанствени га је одгојио као једног од својих синова, заједно са својом децом Ђиованијем (будућим папом Лавом X), Пјером и Гулијаном. Школован у палати Медичи у Фиренци од стране хуманиста попут Анђела Полизијана, и заједно са чудотворцима попут Микеланђела, Ђулио је постао успешан музичар. По личности је био на гласу као стидљив, а по физичком изгледу згодан.
Ђулијева природна склоност била је за свештенство, али му је његова нелегитимност онемогућила високе положаје у Цркви. Стога му је Лорензо Величанствени помогао да изгради војничку каријеру. Он је био је уписан у редове витезова са Родоса, али је такође постао велики игуман Капуе. Године 1492, када је Лоренцо Величанствени умро и Ђиовани де Медици преузео дужност кардинала, Ђулио се више укључио у црквене послове. Он је студирао канонско право на Универзитету у Пизи и пратио Ђованија на конклави 1492. године, где је Родриго Борџија изабран за папу Александра VI.
Након недаћа прворођеног сина Лоренца Величанственог, Пјера Несрећног, Медичији су 1494. протерани из Фиренце. Током наредних шест година, кардинал Ђиовани и Ђулио заједно су путовали Европом - два пута су хапшени (прво у Улму у Немачкој, а касније у Руану, у Француској). Сваки пут их је Пјеро Несрећни избавио. Године 1500. обојица су се вратили у Италију и усредсредили своје напоре на поновно оснивање породице у Фиренци. Обојица су били присутни у бици код Равене 1512. године, где су Французи заробили кардинала Ђованија, али је Ђулио побегао; то је довело до тога да је Гулио постао изасланик папе Јулија . Исте године, уз помоћ папе Јулија и шпанских трупа Фердинанда Арагонског, Медичи су преузели контролу над Фиренцом.